# Đấng đáng kính

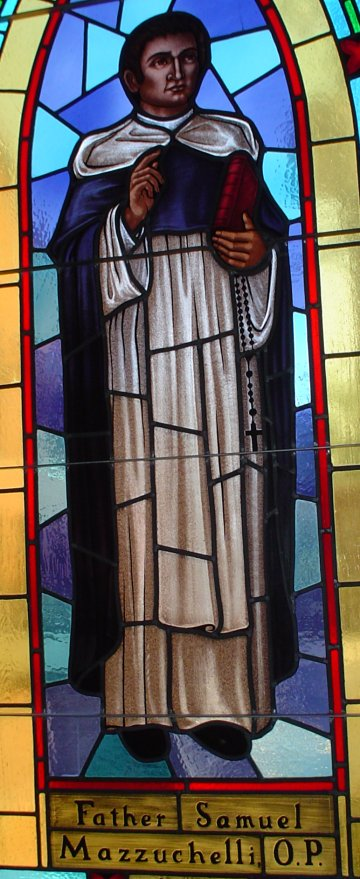
Hình kính màu của Linh mục Đấng đáng kính Samuel Mazzuchelli ở Nhà thờ chính tòa St. Raphael, Dubuque, Iowa.

Đấng đáng kính là một chức danh được sử dụng trong một số Giáo hội Kitô giáo và Phật giáo. Đôi khi nó cũng được sử dụng như một lời khen ngợi.
Trong Giáo hội Công giáo Rôma, sau khi một Tín hữu Công giáo qua đời mà được một giám mục tuyên bố là Tôi tớ của Đức Chúa Trời rồi đề nghị giáo hoàng phong Chân phước, thì người mang danh hiệu Tôi tớ Chúa đó phải là một Đấng đáng kính trọng tức là "anh hùng trong đức hạnh". Quá trình điều tra dẫn đến việc phong Hiển thánh cho người tín hữu đó phải trải qua nhiều giai đoạn. Khi một người được coi là Đấng đáng kính, người đó phải được chính đức Giáo Hoàng công bố và phê chuẩn rằng người đó đã sống một cuộc sống "Anh hùng và nhân đức", những đức tính thần học của đức tin, hy vọng và Lòng bác ái. Đây là những đức tính trọng yếu của sự khôn ngoan, công bằng, gan dạ, và bình tĩnh. Các bước tiếp theo là phong chân phước và cuối cùng là phong thánh. Như trường hợp của Giáo hoàng Piô XII và Giáo hoàng Gioan Phaolô II đã được Giáo hoàng Bênêđíctô XVI công nhận vào tháng 12 năm 2009, sau đó Giáo hoàng Gioan Phaolô II đã được tuyên bố là vị thánh vào năm 2014.[1]

## Kitô giáo

### Công giáo
Trong Giáo hội Công giáo Rôma, sau khi một Tín hữu Công giáo qua đời mà được một giám mục tuyên bố là Tôi tớ Chúa rồi đề nghị Giáo hoàng phong chân phước, thì người mang danh hiệu Tôi tớ Chúa đó phải là một Đấng đáng kính trọng tức là "anh hùng trong đức hạnh". Quá trình điều tra dẫn đến việc phong Hiển thánh cho người tín hữu đó phải trải qua nhiều giai đoạn. Khi một người được coi là Đấng đáng kính, người đó phải được chính Giáo hoàng công bố và phê chuẩn rằng người đó đã sống một cuộc sống "anh hùng và nhân đức", những đức tính thần học của đức tin, hy vọng và lòng bác ái. Đây là những đức tính trọng yếu của sự khôn ngoan, công bằng, gan dạ, và bình tĩnh. Các bước tiếp theo là phong chân phước và cuối cùng là phong thánh.
Ví dụ như trường hợp của Giáo hoàng Piô XII và Giáo hoàng Gioan Phaolô II đã được Giáo hoàng Biển Đức XVI công nhận vào tháng 12 năm 2009, sau đó Giáo hoàng Gioan Phaolô II đã được tuyên thánh vào năm 2014.
Tu sĩ người Anh Thánh Bêđa được gọi là Đấng đáng kính ngay sau khi qua đời và bây giờ vẫn thường gọi là Bêđa Khả kính mặc dù đã được tuyên thánh vào năm 1899.

### Chính thống giáo Đông phương
Trong Chính thống giáo Đông phương, "Đấng đáng kính" thường được dùng để chỉ danh hiệu phong cho các thánh tu sĩ. Một vị thánh tu sĩ tử đạo vì đức tin Chính thống giáo được gọi là "Tử đạo Đáng kính"

## Phật giáo

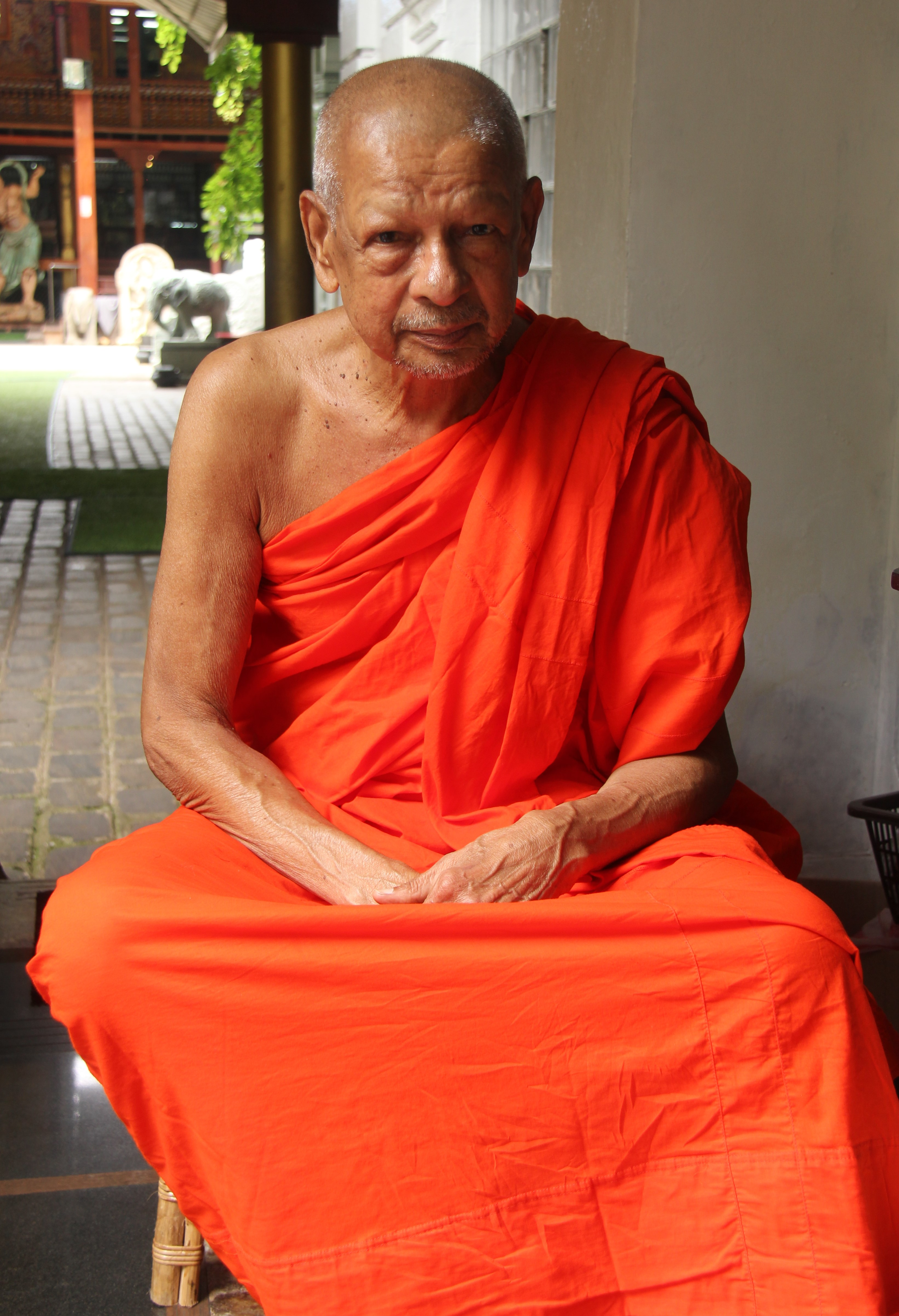
Đấng đáng kính Galboda Gnanissara Thera.

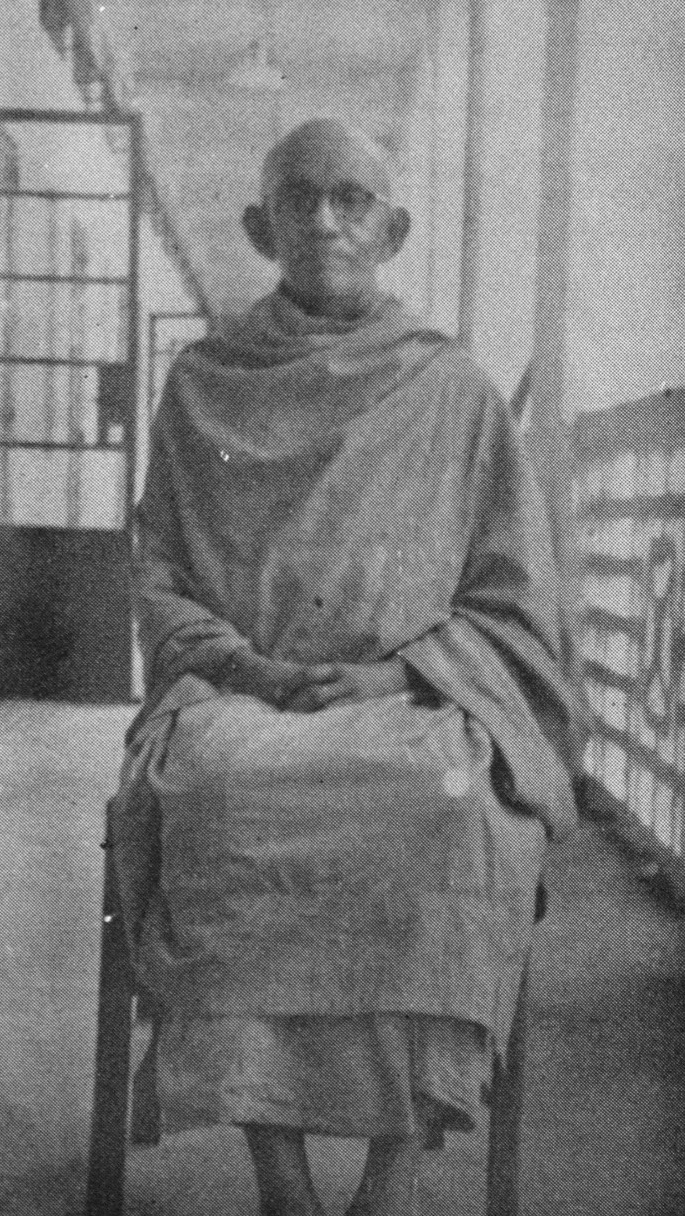
Đấng đáng kính nhất Balangoda Ananda Maitreya Thero.

Trong Phật giáo, danh hiệu Đấng đáng kính (bậc tôn giả) được dùng để phong chức cho các tì-kheo và tỉ-khâu-ni. Người ta thường gọi là Thánh Tăng.